# Cesarión
Ptolomeo XV Filópator Filómetor César (en griego: Πτολεμαίος ΙΕ' Φιλοπάτωρ Φιλομήτωρ Καίσαρ) (23 de junio de 47 a. C.-23 de agosto de 30 a. C.) o simplemente Ptolomeo XV César, apodado por los alejandrinos Cesarión (en griego Καισαρίων, «Pequeño César»), fue un faraón de la dinastía ptolemaica. Su madre, Cleopatra, fue la última reina de la dinastía ptolemaica del Antiguo Egipto y él fue presentado como sucesor de los títulos y potestades de Julio César en Roma. 
Parece no haber duda respecto a que su madre fue Cleopatra VII, última reina de Egipto. Respecto de la atribuida paternidad de Julio César, no se puede asegurar con certeza. Algunas fuentes antiguas parecen señalar que César era efectivamente su padre, pero esos textos fueron escritos muchos años después de los hechos. En general, hay más argumentos a favor de la paternidad de César que de lo contrario, pero, en todo caso, el niño era ilegítimo, y al no ser adoptado no podía ser ciudadano romano.
Reinó, a la sombra de su madre, como corregente, tras el asesinato de su tío Ptolomeo XIV Teos Filópator II, presuntamente envenenado por su hermana Cleopatra. Compitió con Octavio por el gobierno de Roma. Su reinado transcurre del 2 de septiembre de 44 a. C. hasta el año 30 a. C.

## Biografía

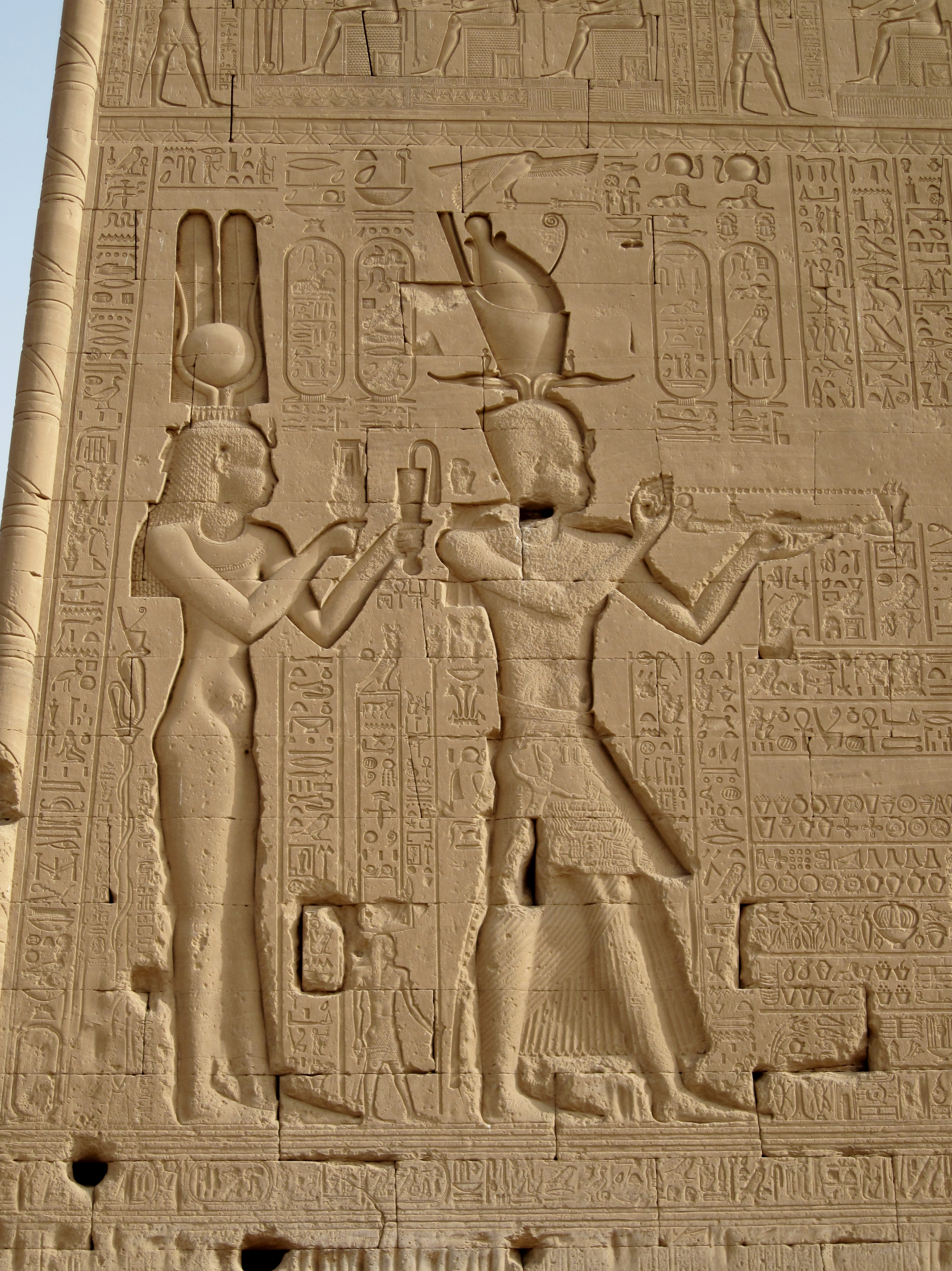
Cleopatra y Cesarión. Bajorrelieve del templo de Dendera.

Aunque no está claro cuándo vino al mundo Cesarión, lo más probable es que su madre le diera a luz en Alejandría el 23 de junio del año 47 a. C., trasladándose a Roma, donde vivió hasta que se produjo el magnicidio del dictador. El 15 de marzo del 44 a. C. César fue asesinado y Cleopatra regresó a Alejandría —donde, a más tardar en agosto del año 44 a. C., murió Ptolomeo XIV, probablemente asesinado por órdenes de su hermana—, y nombró corregente de Egipto a su hijo bajo el nombre de Ptolomeo XV, con el cognomen César.
En el año 41 a. C. Cleopatra se alió con Marco Antonio para conseguir su apoyo.
A finales del año 34 a. C., en las Donaciones de Alejandría, Cleopatra fue proclamada reina de Egipto, Chipre, Libia y la parte sur de Siria. A Cesarión se le nombró corregente de dichos países, subordinado a su madre, y también fue nombrado rey de reyes, a la vez que se le proclamaba hijo y heredero legítimo de César, pese a que él no lo había reconocido. Esta declaración fue la causa de la ruptura definitiva en las relaciones de Marco Antonio con Octavio, a quien inquietaba el hecho de que Cesarión hubiera sido anunciado como el hijo legítimo de César y su heredero: su poder descansaba fundamentalmente en el hecho de ser considerado como el heredero de César por adopción, lo cual le garantizaba el apoyo del pueblo romano y la lealtad de las legiones.
El año 30 a. C. Octavio invadió Egipto, decidido a asesinar a Cesarión. Cleopatra intentó proteger a su hijo enviándolo al puerto de Berenice, en el mar Rojo, para que viajase a la India. Poco después de la muerte de Cleopatra, Cesarión, por consejo de su tutor, quien creía que era mejor confiar en Octavio, regresó a Alejandría, donde fue asesinado.
Tras el suicidio de Cleopatra, Octavio tomó el poder y se adueñó de Egipto.

## Titulatura
- Nombre de Horus: Hunu[14]

| Titulatura | Jeroglífico | Transliteración (transcripción) - traducción - (referencias) |

| Q3 | R8 | F44 | W24 · X1 | N41 · D40 | Q3 · X1 | V28 | U21 · N35 | D4 · N36 | C2 | C12 | S42 | S34 | n |

| Q3 | R8 | F44 | W24 · X1 | N41 · D40 | Q3 · X1 | V28 | U21 · N35 | D4 · N36 | C2 | C12 | S42 | S34 | n |

| Q3 | R8 | F44 | W24 · X1 | N41 · D40 | Q3 · X1 | V28 | U21 · N35 | D4 · N36 | C2 | C12 | S42 | S34 | n |

| Q3 | R8 | F44 | W24 · X1 | N41 · D40 | Q3 · X1 | V28 | U21 · N35 | D4 · N36 | C2 | C12 | S42 | S34 | n |

| Q3 | R8 | F44 | W24 · X1 | N41 · D40 | Q3 · X1 | V28 | U21 · N35 | D4 · N36 | C2 | C12 | S42 | S34 | n |

| Q3 | R8 | F44 | W24 · X1 | N41 · D40 | Q3 · X1 | V28 | U21 · N35 | D4 · N36 | C2 | C12 | S42 | S34 | n |

| Q3 | R8 | F44 | W24 · X1 | N41 · D40 | Q3 · X1 | V28 | U21 · N35 | D4 · N36 | C2 | C12 | S42 | S34 | n |

| Q3 | R8 | F44 | W24 · X1 | N41 · D40 | Q3 · X1 | V28 | U21 · N35 | D4 · N36 | C2 | C12 | S42 | S34 | n |

| Q3 | R8 | F44 | W24 · X1 | N41 · D40 | Q3 · X1 | V28 | U21 · N35 | D4 · N36 | C2 | C12 | S42 | S34 | n |

| Q3 | R8 | F44 | W24 · X1 | N41 · D40 | Q3 · X1 | V28 | U21 · N35 | D4 · N36 | C2 | C12 | S42 | S34 | n |

| Q3 | R8 | F44 | W24 · X1 | N41 · D40 | Q3 · X1 | V28 | U21 · N35 | D4 · N36 | C2 | C12 | S42 | S34 | n |

| Q3 | R8 | F44 | W24 · X1 | N41 · D40 | Q3 · X1 | V28 | U21 · N35 | D4 · N36 | C2 | C12 | S42 | S34 | n |

| Q3 | R8 | F44 | W24 · X1 | N41 · D40 | Q3 · X1 | V28 | U21 · N35 | D4 · N36 | C2 | C12 | S42 | S34 | n |

| Q3 | R8 | F44 | W24 · X1 | N41 · D40 | Q3 · X1 | V28 | U21 · N35 | D4 · N36 | C2 | C12 | S42 | S34 | n |

| Q3 | R8 | F44 | W24 · X1 | N41 · D40 | Q3 · X1 | V28 | U21 · N35 | D4 · N36 | C2 | C12 | S42 | S34 | n |

| Q3 | R8 | F44 | W24 · X1 | N41 · D40 | Q3 · X1 | V28 | U21 · N35 | D4 · N36 | C2 | C12 | S42 | S34 | n |

|  | ỉwˁ (n) pȝ nṯr ntỉ nḥm stp n ptḥ ỉr mȝˁ t rˁ sḫm ˁnḫ n ỉmn (Iuaenpanechernetinehem Setepenptah Irimaatra Sejemanjenamon) Heredero del dios Sóter, Elegido de Ptah, Quien hace lo que ama Ra, Imagen viviente de Amón |

| Q3 · X1 | V4 | E23 | G17 | M17 | M17 | S29 |

| Q3 · X1 | V4 | E23 | G17 | M17 | M17 | S29 |

| Q3 · X1 | V4 | E23 | G17 | M17 | M17 | S29 |

| Q3 · X1 | V4 | E23 | G17 | M17 | M17 | S29 |

| Q3 · X1 | V4 | E23 | G17 | M17 | M17 | S29 |

| Q3 · X1 | V4 | E23 | G17 | M17 | M17 | S29 |

| Q3 · X1 | V4 | E23 | G17 | M17 | M17 | S29 |

| Q3 · X1 | V4 | E23 | G17 | M17 | M17 | S29 |

| Q3 · X1 | V4 | E23 | G17 | M17 | M17 | S29 |

| Q3 · X1 | V4 | E23 | G17 | M17 | M17 | S29 |

| Q3 · X1 | V4 | E23 | G17 | M17 | M17 | S29 |

| Q3 · X1 | V4 | E23 | G17 | M17 | M17 | S29 |

| Q3 · X1 | V4 | E23 | G17 | M17 | M17 | S29 |

| Q3 · X1 | V4 | E23 | G17 | M17 | M17 | S29 |

| Q3 · X1 | V4 | E23 | G17 | M17 | M17 | S29 |

| Q3 · X1 | V4 | E23 | G17 | M17 | M17 | S29 |

| Q3 · X1 | V4 | E23 · Aa15 | M17 | M17 | S29 | D&d | Z7 · t · n · f | N29 | M17 | M17 | S29 | r · z |

| Q3 · X1 | V4 | E23 · Aa15 | M17 | M17 | S29 | D&d | Z7 · t · n · f | N29 | M17 | M17 | S29 | r · z |

| Q3 · X1 | V4 | E23 · Aa15 | M17 | M17 | S29 | D&d | Z7 · t · n · f | N29 | M17 | M17 | S29 | r · z |

| Q3 · X1 | V4 | E23 · Aa15 | M17 | M17 | S29 | D&d | Z7 · t · n · f | N29 | M17 | M17 | S29 | r · z |

| Q3 · X1 | V4 | E23 · Aa15 | M17 | M17 | S29 | D&d | Z7 · t · n · f | N29 | M17 | M17 | S29 | r · z |

| Q3 · X1 | V4 | E23 · Aa15 | M17 | M17 | S29 | D&d | Z7 · t · n · f | N29 | M17 | M17 | S29 | r · z |

| Q3 · X1 | V4 | E23 · Aa15 | M17 | M17 | S29 | D&d | Z7 · t · n · f | N29 | M17 | M17 | S29 | r · z |

| Q3 · X1 | V4 | E23 · Aa15 | M17 | M17 | S29 | D&d | Z7 · t · n · f | N29 | M17 | M17 | S29 | r · z |

| Q3 · X1 | V4 | E23 · Aa15 | M17 | M17 | S29 | D&d | Z7 · t · n · f | N29 | M17 | M17 | S29 | r · z |

| Q3 · X1 | V4 | E23 · Aa15 | M17 | M17 | S29 | D&d | Z7 · t · n · f | N29 | M17 | M17 | S29 | r · z |

| Q3 · X1 | V4 | E23 · Aa15 | M17 | M17 | S29 | D&d | Z7 · t · n · f | N29 | M17 | M17 | S29 | r · z |

| Q3 · X1 | V4 | E23 · Aa15 | M17 | M17 | S29 | D&d | Z7 · t · n · f | N29 | M17 | M17 | S29 | r · z |

| Q3 · X1 | V4 | E23 · Aa15 | M17 | M17 | S29 | D&d | Z7 · t · n · f | N29 | M17 | M17 | S29 | r · z |

| Q3 · X1 | V4 | E23 · Aa15 | M17 | M17 | S29 | D&d | Z7 · t · n · f | N29 | M17 | M17 | S29 | r · z |

| Q3 · X1 | V4 | E23 · Aa15 | M17 | M17 | S29 | D&d | Z7 · t · n · f | N29 | M17 | M17 | S29 | r · z |

| Q3 · X1 | V4 | E23 · Aa15 | M17 | M17 | S29 | D&d | Z7 · t · n · f | N29 | M17 | M17 | S29 | r · z |

| Q3 · X1 · Z7 | E23 · Aa15 | M17 | M17 | S29 | Z7 | D&t | W24 · F51A | V31 · M17s · M17s | z · l · z | S34 | D&t&N17 | Q3 · X1 | V28 | Q1 | X1 · H8 | mr |

| Q3 · X1 · Z7 | E23 · Aa15 | M17 | M17 | S29 | Z7 | D&t | W24 · F51A | V31 · M17s · M17s | z · l · z | S34 | D&t&N17 | Q3 · X1 | V28 | Q1 | X1 · H8 | mr |

| Q3 · X1 · Z7 | E23 · Aa15 | M17 | M17 | S29 | Z7 | D&t | W24 · F51A | V31 · M17s · M17s | z · l · z | S34 | D&t&N17 | Q3 · X1 | V28 | Q1 | X1 · H8 | mr |

| Q3 · X1 · Z7 | E23 · Aa15 | M17 | M17 | S29 | Z7 | D&t | W24 · F51A | V31 · M17s · M17s | z · l · z | S34 | D&t&N17 | Q3 · X1 | V28 | Q1 | X1 · H8 | mr |

| Q3 · X1 · Z7 | E23 · Aa15 | M17 | M17 | S29 | Z7 | D&t | W24 · F51A | V31 · M17s · M17s | z · l · z | S34 | D&t&N17 | Q3 · X1 | V28 | Q1 | X1 · H8 | mr |

| Q3 · X1 · Z7 | E23 · Aa15 | M17 | M17 | S29 | Z7 | D&t | W24 · F51A | V31 · M17s · M17s | z · l · z | S34 | D&t&N17 | Q3 · X1 | V28 | Q1 | X1 · H8 | mr |

| Q3 · X1 · Z7 | E23 · Aa15 | M17 | M17 | S29 | Z7 | D&t | W24 · F51A | V31 · M17s · M17s | z · l · z | S34 | D&t&N17 | Q3 · X1 | V28 | Q1 | X1 · H8 | mr |

| Q3 · X1 · Z7 | E23 · Aa15 | M17 | M17 | S29 | Z7 | D&t | W24 · F51A | V31 · M17s · M17s | z · l · z | S34 | D&t&N17 | Q3 · X1 | V28 | Q1 | X1 · H8 | mr |

| Q3 · X1 · Z7 | E23 · Aa15 | M17 | M17 | S29 | Z7 | D&t | W24 · F51A | V31 · M17s · M17s | z · l · z | S34 | D&t&N17 | Q3 · X1 | V28 | Q1 | X1 · H8 | mr |

| Q3 · X1 · Z7 | E23 · Aa15 | M17 | M17 | S29 | Z7 | D&t | W24 · F51A | V31 · M17s · M17s | z · l · z | S34 | D&t&N17 | Q3 · X1 | V28 | Q1 | X1 · H8 | mr |

| Q3 · X1 · Z7 | E23 · Aa15 | M17 | M17 | S29 | Z7 | D&t | W24 · F51A | V31 · M17s · M17s | z · l · z | S34 | D&t&N17 | Q3 · X1 | V28 | Q1 | X1 · H8 | mr |

| Q3 · X1 · Z7 | E23 · Aa15 | M17 | M17 | S29 | Z7 | D&t | W24 · F51A | V31 · M17s · M17s | z · l · z | S34 | D&t&N17 | Q3 · X1 | V28 | Q1 | X1 · H8 | mr |

| Q3 · X1 · Z7 | E23 · Aa15 | M17 | M17 | S29 | Z7 | D&t | W24 · F51A | V31 · M17s · M17s | z · l · z | S34 | D&t&N17 | Q3 · X1 | V28 | Q1 | X1 · H8 | mr |

| Q3 · X1 · Z7 | E23 · Aa15 | M17 | M17 | S29 | Z7 | D&t | W24 · F51A | V31 · M17s · M17s | z · l · z | S34 | D&t&N17 | Q3 · X1 | V28 | Q1 | X1 · H8 | mr |

| Q3 · X1 · Z7 | E23 · Aa15 | M17 | M17 | S29 | Z7 | D&t | W24 · F51A | V31 · M17s · M17s | z · l · z | S34 | D&t&N17 | Q3 · X1 | V28 | Q1 | X1 · H8 | mr |

| Q3 · X1 · Z7 | E23 · Aa15 | M17 | M17 | S29 | Z7 | D&t | W24 · F51A | V31 · M17s · M17s | z · l · z | S34 | D&t&N17 | Q3 · X1 | V28 | Q1 | X1 · H8 | mr |

|  | ptwlmys ḏtwnf ḳysrs ˁnḫ ḏt mr ptḥ ˁst (Ptulmys dyedtunef qeysers Anjdyet Meryptahast) Ptolomeo, llamado César, Sempiterno, Amado de Isis y Ptah |

## Sucesión
| Predecesor: Ptolomeo XIV Teos Filopátor II y Cleopatra VII Thea Filopátor | Faraón de Egipto (Dinastía Ptolemaica) 44 - 30 a. C. como corregente Cleopatra VII Thea Filopátor (44-30 a. C.) | Sucesor: Cargo abolidoConquista romana (provincia de Egipto) |

## En la cultura popular
En el álbum El hijo de Astérix de Astérix el Galo, la trama es desencadenada por un bebé, que posteriormente es presentado como hijo de Julio César y de Cleopatra.
En la serie de televisión de HBO Roma, Cesarión es representado como hijo de Tito Pullo y Cleopatra, salvándose de la muerte al ser rescatado por Tito Pullo Y Lucio Voreno. 